# ぷ

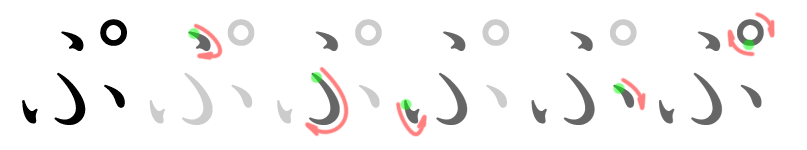
「ぷ」の筆順

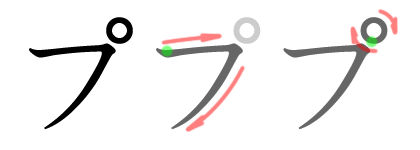
「プ」の筆順

ぷ、プは、日本語の音節のひとつであり、仮名のひとつである。1モーラを形成する。ふ、フに半濁点をつけた文字となる。
- 現代標準語の音韻: 1子音と1母音「う」から成る音。両唇を閉じてから開く破裂音。無声子音。
- 発音： ぷ[ヘルプ/ファイル]

## ぷ に関わる諸事項
- 「プ」と「プー」は、放屁の音を示す。
- 「ぷー」は、無職の人を示す。
- 「ぷ」の形は、人間が右に向いて手を下ろしている動作に似ているため、電子メールなどで絵文字として使用されることがある。「ぷ。」はボウリングの球を投げる人に見立てられる。
- フォントによってはカタカナ「プ」の半濁点が右下に配置される場合がある。 (リョービのナウGなど)